# Teiche bei Moholz
Teiche bei Moholz este o arie protejată (arie specială de conservare — SAC, sit de importanță comunitară — SCI) din Germania întinsă pe o suprafață de 122 ha, integral pe uscat.

## Localizare
Centrul sitului Teiche bei Moholz este situat la coordonatele 51°17′57″N 14°47′31″E / 51.2992°N 14.7919°E.

## Înființare
Situl Teiche bei Moholz a fost declarat sit de importanță comunitară în iunie 2002 pentru a proteja 2 specii de animale. Situl a fost protejat și ca arie specială de conservare în aprilie 2011.

## Biodiversitate
Situată în ecoregiunea continentală, aria protejată conține 3 habitate naturale: Ape stătătoare oligotrofe până la mezotrofe, cu vegetație de Littorelletea uniflorae și/sau de Isoëto-Nanojuncetea, Lacuri eutrofice naturale cu vegetație de tip Magnopotamion sau Hydrocharition, Fânețe de joasă altitudine (Alopecurus pratensis, Sanguisorba officinalis).
La baza desemnării sitului se află mai multe specii protejate:
- amfibieni (1): buhai de baltă cu burta roșie (Bombina bombina)
- mamifere (1): vidră de râu (Lutra lutra)